# Pitcairnia pungens
Pitcairnia pungens är en gräsväxtart som beskrevs av Carl Sigismund Kunth. Pitcairnia pungens ingår i släktet Pitcairnia och familjen Bromeliaceae.

## Underarter
Arten delas in i följande underarter:
- P. p. flava
- P. p. pungens